# Коллер, Селин
Се́лин Ко́ллер (нем. Céline Koller; род. 7 февраля 1996, Адельбоден, Берн) — швейцарская кёрлингистка.
В составе смешанной сборной Швейцарии участник двух чемпионатов мира (лучший результат — пятое место в 2015). Чемпионка Швейцарии среди женщин и смешанных команд. В составе юниорской женской сборной Швейцарии участник зимней Универсиады 2017 (заняли четвёртое место).
В «классическом» кёрлинге (команда из четырёх человек одного пола) в основном играет на позиции первого.

## Достижения
- Чемпионат Швейцарии по кёрлингу среди женщин: золото (2020), серебро (2021), бронза (2018).
- Чемпионат Швейцарии по кёрлингу среди смешанных команд: золото (2015, 2017), серебро (2018).

## Команды
| Сезон                                               | Четвёртый       | Третий          | Второй           | Первый       | Запасной                                                      | Турниры                              |
| --------------------------------------------------- | --------------- | --------------- | ---------------- | ------------ | ------------------------------------------------------------- | ------------------------------------ |
| 2014—15                                             | Livia Schmid    | Селин Коллер    | Alicia Guadalupi | Larissa Hari | Simone Wilhelm тренер: Stefan Maurer                          | ЧШЮ 2015 (4 место)                   |
| 2016—17                                             | Бриар Хюрлиман  | Елена Штерн     | Anna Stern       | Селин Коллер | Noelle Iseli (ЗУ)                                             | ЗУ 2017 (4 место) ЧШЖ 2017 (6 место) |
| 2017—18                                             | Бриар Хюрлиман  | Елена Штерн     | Anna Stern       | Селин Коллер | Anna Stern, Кристине Урех; тренеры: Anna Stern, Кристине Урех | ЧШЖ 2018                             |
| 2018—19                                             | Бриар Хюрлиман  | Елена Штерн     | Lisa Gisler      | Селин Коллер | Кристине Урех тренеры: Al Corbeil, Кристине Урех              | ЧШЖ 2019 (5 место)                   |
| 2019—20                                             | Бриар Хюрлиман  | Елена Штерн     | Lisa Gisler      | Селин Коллер | Кристине Урех тренеры: Эрл Моррис, Кристине Урех              | ЧШЖ 2020                             |
| 2020—21                                             | Бриар Хюрлиман  | Елена Штерн     | Lisa Gisler      | Селин Коллер | Sarah Müller тренеры: Джанет Хюрлиман, Эрл Моррис             | ЧШЖ 2021                             |
| Кёрлинг среди смешанных команд (mixed curling)      |                 |                 |                  |              |                                                               |                                      |
| 2014—15                                             | Михаэль Бруннер | Бриар Хюрлиман  | Янник Шваллер    | Селин Коллер |                                                               | ЧШСК 2015                            |
| 2015—16                                             | Романо Майер    | Бриар Хюрлиман  | Янник Шваллер    | Селин Коллер | тренер: Theo Schneider                                        | ЧМСК 2015 (5 место)                  |
| 2016—17                                             | Михаэль Бруннер | Бриар Хюрлиман  | Янник Шваллер    | Селин Коллер |                                                               | ЧШСК 2017                            |
| 2017—18                                             | Янник Шваллер   | Елена Штерн     | Михаэль Бруннер  | Селин Коллер | тренер: Себастьян Шток                                        | ЧМСК 2017 (21 место)                 |
| 2017—18                                             | Михаэль Бруннер | Бриар Хюрлиман  | Янник Шваллер    | Селин Коллер | Raymond Krenger                                               | ЧШСК 2018                            |
| Кёрлинг среди смешанных пар (mixed doubles curling) |                 |                 |                  |              |                                                               |                                      |
| 2015—16                                             | Селин Коллер    | Михаэль Бруннер |                  |              |                                                               | ЧШСП 2016 (5 место)                  |

(скипы выделены полужирным шрифтом)